# Pokladniční poukázka
Pokladniční poukázka je dluhový papír, který umožňuje půjčování peněz vládě v krátkém období. To znamená, že vláda je v pozici emitenta, který vydá pokladniční poukázky se splatností do jednoho roku. Pokladniční poukázky vydává přímo Ministerstvo financí, investoři mají naopak šanci investovat do cenného papíru s minimálním rizikem. Výnosnost tohoto cenného papíru se průběžně mění, důležité ovšem je, že na počátku každého období je investor s výší výnosu seznámen. Státní pokladniční poukázky slouží ke krytí státního deficitu.